# Seznam švicarskih biatloncev
Seznam švicarskih biatloncev.

## B
- Amy Baserga
- Claudio Böckli
- Emanuel Buchs
- Joscha Burkhalter

## C
- Irene Cadurisch

## D
- Mario Dolder

## F
- Jeremy Finello
- Thomas Frei

## G
- Aita Gasparin
- Elisa Gasparin
- Selina Gasparin

## H
- Lena Häcki-Gross
- Simon Hallenbarter
- Niklas Hartweg

## J
- Martin Jäger
- Ivan Joller

## K
- Caroline Klinchenmann

## M
- Beat Meier
- Ladina Meier-Ruge
- Lea Meier
- Susanna Meinen

## S
- Matthias Simmen
- Sebastian Stalder

## T
- Eligius Tambornino

## V
- Flurina Volken

## W
- Benjamin Weger
- Serafin Wiestner
- Till Wiestner